# Ritten Sport 2016-2017
Questa pagina contiene i dati relativi alla stagione hockeystica Alps Hockey League 2016-2017 della società di hockey su ghiaccio Ritten Sport.

## Roster 2016/17

### Portieri
- 30   Roland Fin
- 1 Patrick Killeen
- 25   Hannes Treibenreif

### Difensori
- 14    Andreas Alber
- 50  Christian Borgatello
- --   Brad Cole
- 13  Fabian Ebner
- 58  Roland Hofer
- 7   Maximilian Ploner
- 96    Daniel Spimpolo
- 3   Ivan Tauferer
- 6   Christoph Vigl

### Attaccanti
- 86   Oscar Ahlström
- 68   Victor Ahlström
- 17   Alexander Eisath
- 8   Matthias Fauster
- 18   Johannes Fauster
- 31   Kevin Fink
- 21 Alex Frei
- Jared Gomes
- 23 Simon Kostner
- 15   Julian Kostner
- 11   Philipp Pechlaner
- 22   Markus Spinell
- 94   Thomas Spinell
- 36   Hanno Tauferer
- 88 Tommaso Traversa
- 19  Dan Tudin

### Allenatore
- Riku-Petteri Lehtonen